# Jekyll & Hyde (musical)
Jekyll & Hyde is een horrormusical van Frank Wildhorn (muziek) en Leslie Bricusse (scenario en liedteksten) gebaseerd op het boek Strange Case of Dr Jekyll and Mr Hyde van Robert Louis Stevenson. Na de wereldpremière in Houston, Texas, maakte de musical een tournee door de Verenigde Staten. In 1997 volgde een Broadway-versie.

## Nederlandse versie
In 1997 speelde er een Nederlandse versie, geproduceerd door het Ballet van Vlaanderen. De vertaling was van Seth Gaaikema. De hoofdrollen werden vertolkt door Hans Peter Janssens en Hilde Norga. Frank van Laecke voerde de regie.

## Nummers
Act I
- "Prologue"
- "Lost in the Darkness" – Jekyll
- "Façade" – Townsfolk
- "Jekyll's Plea" – Jekyll, Simon Stride, Sir Danvers, Board of Governors
- "Pursue the Truth" – Jekyll, Utterson
- "Façade (reprise #1)" – Townsfolk
- "Emma's Reasons" – Emma, Simon Stride
- "Take Me As I Am" – Jekyll, Emma
- "Letting Go" – Emma, Sir Danvers
- "Façade (reprise #2)" – Townsfolk
- "No One Knows Who I Am" – Lucy
- "Good 'N' Evil" – Lucy, Prostitutes
- "Here's to the Night (Lucy meets Jekyll)" – Jekyll, Lucy
- "Now There Is No Choice" – Jekyll
- "This Is the Moment" – Jekyll
- "First Transformation" – Jekyll and Hyde
- "Alive" – Hyde
- "His Work and Nothing More" – Jekyll, Emma, Utterson, Sir Danvers
- "Sympathy, Tenderness" – Lucy
- "Someone Like You" – Lucy
- "Alive (reprise)" – Hyde

Act II
- "Murder, Murder" – Townsfolk
- "Once Upon a Dream" – Emma
- "Obsession" – Jekyll
- "In His Eyes" – Lucy, Emma
- "Dangerous Game" – Hyde, Lucy
- "Façade (reprise #3)" – Spider, Townsfolk
- "The Way Back" – Jekyll
- "A New Life" – Lucy
- "Sympathy, Tenderness (reprise)" – Hyde
- "Confrontation" – Jekyll and Hyde
- "Façade (reprise #4)" – Townsfolk
- "Finale" – Emma

Wijzigingen na de originele Broadway-productie
- "I Need to Know", gezongen door Jekyll, was opnieuw in de voorstelling geplaatst (na, of in sommige producties in plaats van: Lost in the Darkness).
- Reprises #1, #2 en #4 van "Façade" worden vaak overgeslagen.
- "Bring On the Men" werd opnieuw in de voorstelling geplaatst, in plaats van "Good 'N' Evil".
- "Streak of Madness" opnieuw geplaatst.
- "Bitch, Bitch, Bitch!", gezongen door het ensemble, wordt in sommige producties gebruikt (Na "Façade").
- "Girls of the Night", gezongen door Lucy en de hoeren, is opnieuw ingebracht in sommige producties (na "In His Eyes").